# 매기스 플랜
《매기스 플랜》(영어: Maggie's Plan)은 2015년 공개된 미국의 로맨틱 코미디 드라마 영화이다.

## 출연진
- 그레타 거위그
- 이선 호크
- 빌 헤이더
- 마이아 루돌프
- 트래비스 피멀
- 아이다 로해틴
- 월리스 숀
- 줄리앤 무어
- 미나 선드월
- 잭슨 프레이저

## 기타 제작진
- 공동 제작: 알렉시스 알렉사니언, 조너선 슈메이커, 글렌 매스트러버티
- 협력 제작: 세럴레아 코건
- 배역: 신디 톨런
- 미술: 알렉산드라 섈러
- 세트: 켄들 앤더슨
- 분장: 마지 듀랜드
- 헤어: 밸러리 글래드스톤
- 의상: 말고시아 투르잔스카
- 음향 감독: 마를레나 그르종실레비치
- 제작 관리: 앨릭스 바크
- 후제작 관리: 이저벨 핸더슨